# 潮汕善堂
潮汕善堂是潮汕地区带有民间信仰色彩的民间慈善机构，与明末清初的善会和善堂关系密切。

## 起旨
广东省汕头市潮阳区和平镇的和平报德古堂，为潮人善堂之首。其主以奉宋大峰祖师为号召，个别亦有奉敬吕祖、玄天上帝、华佗、齐天大圣及“崔师爷”、“林大人”、“佛祖”、“老君”、“圣母” 等等。意在凝聚善信，利于资物行善。

## 发展状况
潮汕善堂于清末达到全盛。文化大革命时期大多停办，之后陆续恢复约三百座。泰国、新加坡、马来西亚、美国以及香港、台湾等海外潮州人聚居地，也先后出现了善堂机构。城市的善堂几由市政府接管，而农村的则以村民的自治力量维系

## 代表善堂
- 汕头存心善堂
- 泰国华侨报德善堂
- 新加坡中华善堂蓝十救济总会
- 马来西亚明修善社
- 柬埔寨金边辉德善堂

## 延伸阅读
- 林悟殊《关于潮汕善堂文化的思考》（《第三届潮学国际研讨会论文集》花城出版社2000.8）
- 陈春声《侨乡的文化资源与本土现代性―晚清以来潮汕地区善堂与大峰祖师崇拜的研究》
- 李志贤《新加坡潮人善堂溯源———兼论其在早期移民社会的建构基础》
- 苏庆华《新马潮人的宋大峰崇奉与善堂:以南洋同奉善堂为例》
- 徐苑《大峰祖师、善堂及其仪式：作为潮汕地区文化体系的潮汕善堂综述》厦门大学博士论文
- 陈景熙《试述海外潮人社会与家乡善堂事业》（《韩山师范学院学报》2006年01期）
- 林俊聪. 潮汕善堂状况及其文化特色[J]. 社科大观, 2001(3,4): 81-84
- 石中坚：《浅谈潮州善堂文化》（《科技资讯》2006.NO.17）